# Gong Myung
Gong Myung (tiếng Hàn: 공명; sinh ngày 26 tháng 5 năm 1994), tên thật là Kim Dong-hyun (tiếng Hàn: 김동현), là nam diễn viên người Hàn Quốc. Anh là thành viên của 5urprise.

## Tiểu sử
Anh có một người em trai, Doyoung (tên thật là Kim Dong-young), là thành viên của nhóm nhạc nam NCT.

### Giáo dục
- Trường tiểu học Topyeong (토평초등학교) – Tốt nghiệp
- Trường trung học cơ sở Guri (구리중학교) – Tốt nghiệp
- Trường trung học phổ thông Topyeong (토평고등학교) – Tốt nghiệp
- Đại học Quốc gia Dong Seoul (동서울대학교), Khoa Nghệ thuật diễn xuất

## Danh sách phim

### Phim
| Năm  | Nhan đề             | Vai diễn         | Ghi chú             | Ng.          |
| ---- | ------------------- | ---------------- | ------------------- | ------------ |
| 2019 | Nghề siêu khó       | Thám tử Jae-hoon | Vai chính           | [ 4 ]        |
| 2019 | Homme Fatale        | Yoo Sang         | Vai chính           | [ 5 ]        |
| 2022 | Hansan              | Yi Eokgi         | Vai chính           | [ 6 ]        |
| 2022 | Cô gái thế kỷ 20    |                  | cameo, phim Netflix | [ 7 ]        |
| 2023 | Tiễn biệt chồng yêu | Kim Bum-woo      | Vai chính\|         |              |
| 2023 | Citizen Deok Hee    | Jae-min          | Vai chính\|         | [ 9 ] [ 10 ] |

### Phim truyền hình
| Năm  | Nhan đề                  | Kênh | Vai diễn                     | Ghi chú   | Ng.    |
| ---- | ------------------------ | ---- | ---------------------------- | --------- | ------ |
| 2018 | Feel Good to Die         | KBS2 | Kang Jun-ho                  | Vai chính | [ 11 ] |
| 2019 | Bản chất của sự lãng mạn | JTBC | Chu Jae-hoon                 | Vai chính | [ 12 ] |
| 2020 | Recipe for Happiness     | JTBC | Nam Goong Jin Soo            | Vai chính | [ 13 ] |
| 2021 | Hong Cheon Gi            | SBS  | Hoàng tử Yangmyeong (Yi Yul) | Vai chính | [ 14 ] |

### Phim chiếu mạng
| Năm  | Nhan đề                       | Nền tảng      | Vai diễn           | Ghi chú             | Ng.    |
| ---- | ----------------------------- | ------------- | ------------------ | ------------------- | ------ |
| 2016 | Game Development Girls        | Naver TV Cast | Bữa tiệc cosplay 2 |                     |        |
| 2013 | After School: Lucky or Not    | B tv/NATE     | Gong Myung         | Vai chính, phần 1&2 | [ 15 ] |
| 2013 | Infinite Power                | Samsung       | Han Soo-dong       | Vai chính           | [ 16 ] |
| 2018 | Brain, Your Choice Of Romance | Oksusu        | L                  | Vai chính           | [ 17 ] |

## Hoạt động giải trí

### Chương trình truyền hình
| Năm  | Tên chương trình | Kênh phát sóng | Vai trò   | Ghi chú | Ng.    |
| ---- | ---------------- | -------------- | --------- | ------- | ------ |
| 2019 | Running Man      | SBS            | Khách mời | Tập 442 | [ 18 ] |

## Giải thưởng và đề cử
| Năm  | Lễ trao giải                                                        | Hạng mục                                                                                   | (Những) Người/ Tác phẩm được đề cử | Kết quả   | Ng.    |
| ---- | ------------------------------------------------------------------- | ------------------------------------------------------------------------------------------ | ---------------------------------- | --------- | ------ |
| 2020 | 56th Grand Bell Awards                                              | Nam diễn viên mới xuất sắc nhất                                                            | Nghề siêu khó                      | Đề cử     |        |
| 2021 | Giải thưởng phim truyền hình SBS (SBS Drama Awards)                 | Giải thưởng xuất sắc dành cho Nam diễn viên trong thể loại phim truyền hình mini/giả tưởng | Hong Cheon Gi                      | Đề cử     | [ 19 ] |
| 2022 | Giải thường Thương hiệu Hàng đầu Hàn Quốc (Korea First Brand Award) | Nam diễn viên ngôi sao đang lên                                                            | Gong Myung                         | Đoạt giải | [ 20 ] |
| 2022 | Giải thường Thương hiệu Hàng đầu Hàn Quốc (Korea First Brand Award) | Nam đa giải trí                                                                            | Gong Myung                         | Đoạt giải | [ 20 ] |